# Coussac-Bonneval
Coussac-Bonneval è un comune francese di 1 387 abitanti situato nel dipartimento dell'Alta Vienne nella regione della Nuova Aquitania.

## Il castello
Il Castello di Coussac - Bonneval risale al X secolo ma fu nel XV che fu ricostruito quasi totalmente. Nel XVIII secolo ebbe un primo restauro diretto dall'«architetto limusino Broussaud», nel Novecento fu poi nuovamente ristrutturato. Qui nacque il Conte di Bonneval.

## Società

### Evoluzione demografica
Abitanti censiti